# ブトルス・アル＝ブスターニー

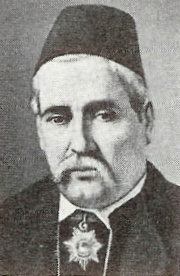

ブトルス・アル・ブスターニー(アラビア語: بطرس البستاني / ローマ字: Buṭrus al-Bustānī; 1819–1883) は今日のレバノンにおける作家であり研究者である。彼は19世紀後半のエジプトで始まり中東に普及したアラブ・ルネッサンスの主要人物である。   
彼はシリア民族主義者とみなされている。と言うのも彼の出版したナフィール・スーリーヤが1860年の山岳レバノン内戦を受けて始まったものだからである。

## 生涯
アル・ブスターニーは1819年1月にシューフ地区（Chouf region）のディッビエ（Dibbye）村でマロン教徒の家族に生まれた。彼は村で初等教育を受けたが、彼の鋭い知性を彼が華々しく示したため、教師だった神父のミハイル・アル・ブスターニーの注意を引いた。
後に彼をシドンとベイト・エッディーンの司教に推薦したのが、アブドゥッラー・アル・ブスターニーであり、アブドゥッラーは彼が11の時に当時最も有名な学校であったアイン・ワルカの学校に、そこで勉学を続けるために送った。アイン・ワルカで彼はシリア語とラテン語を学んだ。彼はそこで10年過ごしフランス語、イタリア語、英語を含むいくつかの外国語を学んだ。
1840年アイン・ワルカでの勉学を終えた後、アル・ブスターニーはベイルートに移り、
学外の最初の仕事を手にする。イギリス軍の通訳官であり、彼らがオスマン帝国を保全するという利益のためにシリアからイブラーヒーム・パシャを追い出そうと奮戦するのを助けた。その年の後半にアル・ブスターニーはアメリカのプロテスタント宣教団に教師として雇われ、その時より彼はベイルートでプロテスタント宣教団と親しく働いた。
ベイルートで彼はアメリカプロテスタントの宣教師たちと交流するようになり、彼らとは1883年5月1日の彼の死まで密接に仕事をするようになった。ベイルートでのアメリカプロテスタント宣教師団との最初の雇用の後、アル・ブスターニーは彼のほとんどの年月をアメリカプロテスタント宣教師団のために働くことに費やした。
アル・ブスターニーが彼らのプロテスタント信仰に宗旨替えをし、彼の初期の仕事の多くを成し遂げたのはこの時期であった。アラビア語文法と算術の本が、ヴァン・ディック版の聖書、すなわち今日使われる聖書で最も有名なアラビア語翻訳とともにこれらの時代の仕事に含まれる。
アル・ブスターニーもナスィール・アル・ヤズィジもエリ・スミスが監督するヴァン・ディックの解釈で仕事をした。エリ・スミスはアメリカプロテスタント宣教師であり、学者であって、エール大学学士だった。
翻訳プロジェクトはアル・ブスターニーに従いコーネリアス・ヴァン・アレン・ヴァン・ディック監督のもとで実現に向け継続された。
聖書を翻訳しながらアル・ブスターニーはヘブライ語とアラム語、それにギリシャ語を学び、シリア語とラテン語を完璧にした。それで、彼が習得した言語の数は９になった。

## アル・ナフダにおける役割
1840年代後半にアル・ブスターニーはベイルートのアメリカ領事館のための公式通訳官の地位を手にし、それは彼が息子サリムに1862年にそれを渡すまで保持した。
1850年代を通してブスターニーはプロテスタント宣教師たちと共に密接に、彼らのレバントのアラブ人キリスト教徒の改宗と教育をする為に仕事を続けた。
しかし、この時期よりアル・ブスターニーは宣教師たちの教育メソッドから離れ始め、社会の全ての領域において反映されるであろうアラブ人のアイデンティティの必要性を公に表明し始めた。
1859年2月に開かれた「アラブの文学について」という講義において、公にアラビア語による文学と学術作品の復活を呼びかけた。
アル・ブスターニーが宣教師との仕事を離れ、この運動に専念するようになったのは1859年ごろであった。
1859年の講義よりほどなく、アル・ブスターニーはアラビア語の本である、アル・ウムダ・アル・アラビーヤ・ル・イシャール・アル・クトゥーブ・アル・アラビーヤを出版するための文化協会の書記となった。
これはアル・ブスターニーの宗教教育からの脱出であり、アラブ文化を変革し、ナフダの舞台を用意した世俗的な民族的な教育への変化であった。
1860年の山岳レバノン県のマロン派とドゥルーズ派の内戦を受けて、アル・ブスターニーはこれら政治的宗教的な緊張を目撃したため、ナフィール・アル・スーリーヤ（シリアのラッパの響き）と彼が名付けた不定期版の新聞を発行し、その雑誌で彼は自身のシリア人の祖国という理想を述べた。
シリアの愛国心と民族主義の原型を浸透させつつ、アル・ブスターニーは教育を改革しようと努め、ベイルートで1863年にマドラサ・アル・ワタニーヤを設立した。それは教育に彼の理論を、すなわち彼の教育の議題を用いた彼のレバノンにおける国民の学校であった。
国民学校は生徒をアラビア語、フランス語、英語、トルコ語、ラテン語そしてギリシャ語で、また近代科学を宗教的主張ではなく、明瞭な民族主義的目的により教育した。
アル・ブスターニーは宗教上の立場ではなく、その能力とプロとしての質によりあらゆる宗教や人種からの生徒を、また優れたスタッフを歓迎した。
学校はうまくいった、というのは平等で反差別的な世俗的理想に基づく教育施設であるため、当時のシリアでは珍しかったからであり、そのため近代世界に門戸を閉ざしていた宗教的学校と対立した。
しかしシリアにおける宗教的団結の台頭により、ついに1878年にこの学校は廃校となった。
彼の主要なナフダに対する貢献が現れたのは、1860年代を通した進展の年月の間であった。その貢献の中には日刊新聞、そして最初のアラビア語百科事典アル・ムヒット・アル・ムヒット（海の中の海）、そしてアラビア語辞典ダイラット・アル・マアリフ（知恵の辞書）が含まれる。
アル・ブスターニーのこれらの仕事における意図は知識の公的な組織体を形成することであった。極めてフランス的ではあったが、それは普遍的なものと考えられた。彼がアラブ・ルネッサンスのマスターであり父として有名になってきたのはこの頃である。
彼のライフワークのさらに偉大なるパートは、アラビア語への愛を復活させ作り出すこと、アラビア語を道具としてアラブ人が19世紀の近代化する世界において、思いついたことや考えたことを表現するための豊かで有用的な地位にすることであった。
1868年、アル・ブスターニーはシリア科学協会、アル・ジャーミヤ・アル・イルミヤ・アル・スーリーヤの設立を手伝った。これはシリアの教育施設における科学の学習を促している役割になっていくインテリたちの団体であった。
アル・ブスターニーは明確な民族主義、愛国心、そしてアラブのアイデンティティを涵養し、ヨーロッパの政治と社会の有用性と教育を適用して当てはめることでアラブ人たちのナショナリズムを作り上げることにおいて大きな進歩をもたらした。
これら全ては、全体的にエジプトからシリア／レバノンに移動してきたアラブ人の文化と文学のルネッサンスの進歩と継続に向かうものであった。
1839年から1876年のオスマン帝国の改革（タンジマートを見よ）と新オスマン人達の業績はアル・ブスターニーに強い影響を与え、彼は『オスマン主義』は政治的にナショナリズムを達成するための最良の方法であると見なすようになった。というのは、『オスマン主義』はシリアにおいて彼に可能である最も近いモデルであった為、また特にそれはロマンティック・ナショナリズムであった為である。ロマンティック・ナショナリズムでは人は過去を見ることで文化を再生産し取り戻すのである。ブスターニーの場合、彼はバグダードのアッバース朝（紀元八世紀から十三世紀）下におけるイスラーム黄金時代の科学革命に期待していた。彼は当時ヨーロッパは暗黒時代の衰退にあり、アラブ人たちは再び過去の遺産を取り戻さねばならないと主張した。しかしブスターニーは世俗主義者だったので、彼が求めたものはイスラムの遺産ではなかった。1人のプロテスタントのキリスト教徒ではあったが、彼は宗教の改革を求めず、むしろフランスが国家制度から宗教制度を分離した事に有するのと同様の改革を求めた。まさにこの分離がヨーロッパのルネッサンスのキーとなるのであり、アル・ブスターニーはナフダに同様の必要を見た。アル・ブスターニーは新オスマン人達の布告を非イスラム教徒の解放であり、シリアのアラブ人にとって主権獲得のチャンスだと見た。そのため政治的には、彼は、勅令が国家の市民による参加を宗派に関わらないで許可した、という意味においてシリアをオスマン主義に向けて促した。
教育はブスターニーにとってアラブ人のアイデンティティとナショナリズム獲得のための主要な手段であり、文学の大量生産と中東中を通したスピーディな回路によってのみ、
ナフダによりこうしたアイデンティティが形成されうる余地が出るのだ。
アル・ブスターニーのプロテスタント宣教師団における日々は、彼に遠く離れた地域や歴史に関して教育することに反対の立場を取らせ、その事は彼の教育に関する講演からの引用、「民族（ウンマ）の（全ての）子供達に一つの教育システムが存在するべきだ、その（文化的）アイデンティティを守るために」に明瞭に見られる。
教育の分野において、ブスターニーは明確にアラブ人の教育に道を開くことを助けた。彼の民族的／世俗的教育のアジェンダは、宗教教育の中において、シリアの発展に対して最も重要であった。
アル・ブスターニーのアラビア語とアラビア語文学への貢献、彼の考えとシリアの知識人の考えを普及させるための彼が作った媒体と組織は、文学の偉大なる改革へと導き、さらにはアラブ人のための知識の公共的組織を作った。そうした組織は近代の、アラブ人の、そしてまた、とある民族の、シリアナショナリズムの前提条件であった。
ブトルス・ブスターニーは改革を第一にイスラム的に見ずに中東を近代へと推し進めることを促した改革者の中で傑出していた。というのは彼が非宗派的なアプローチを取ったからであり、キリスト教徒にもイスラム教徒にも、アラブ・アイデンティティと文化の革命のより偉大なアジェンダをもたらそうと努めたからである。

## 功績
社会的、民族的、政治的領域において、彼は民族的エリートを形成する目的で団体を作り、自身の雑誌ナフィール・スーリーヤにおいて統一への一連の訴えを発した。教育の分野においては、1863年に世俗主義に則って自分の国民学校を創設する前は、彼はアーベイのプロテスタント宣教師たちの学校で教えた。同時に彼はいくつかの学校の教科書と辞書を編集し出版し、アラブ・ルネッサンスのマスターであり父として有名になった。アル・ブスターニーはアラビア語辞典を編集し、11巻もののアラビア語百科事典を息子の協力により出版した。彼はアラビア語への意識と評価を広めようとのぞみ、近代世界における中東の重要性を促進することを望んだ。文化や科学の分野において、隔週の評論と二つの新聞を出版した。さらに、彼はアメリカのエリ・スミス、コーネリアス・ヴァン・ディック両博士とともにスミス－ヴァン・ディック訳として知られる聖書のアラビア語への翻訳に取り掛かり始めた。彼は国民学校（レバノン）｜ベイルートにおける国民学校を設立した。彼の多くの作品と今までになかったような研究は、現代アラビア語の散文の創造をもたらした。西欧人たちにより教育され、強く西欧の技術を唱道者であった一方、彼は凄まじいまでに世俗主義であり、シリアナショナリズム（アラブナショナリズムと混同しないこと）の原則をまとめる事において決定的な役割を演じた。
スティーブン・シェーヒが述べるには、アル・ブスターニーの「重要性は、アラブ文化の予見や民族的プライドにあるのではない。 
アラブ人たちの本来備えていた、彼の世代では他に類を見なかった文化的成功（ナジャフ）への可能性を『覚醒する』ため、注意深く区別して西側の知識や技術を導入したこと、にあるのでもない。むしろ彼の雄弁術にこそ彼の貢献があるのだ。すなわち、彼の書いたものはオスマン帝国下シリアを通した近代化のための母体の統合的像を説いていて、地元の発展のための重要な定式をはっきりと表しているのだ。」

## 教育における著作
- 国民学校で行われた教育に関する講義: Al-Jinan (Beirut), no. 3, 1870.
- 国民学校：Al-Jinan (Beirut), no. 18, 1873.
- アラブ人における科学に関する講義, Beirut, 15 February 1859.
- 女性の教育に関する講義、1849年にSyrian Associationの会員の会合で行われActes de l'Association syrienneで出版された,Beirut, 1852.
- 社会的生活に関する講義', Beirut, 1869.
- Boutros al-Boustani. Textes choises. With a commentary by Fouad Ephrem al-Boustani. Beirut, Publications de l'Institut des Lettres Orientales, 1950. (Collection Al Rawai')
- Boutros al-Boustani. Textes choises. Fouad Ephrem al-Boustaniによるコメント付き。Beirut, Publications de l'Institut des Lettres Orientales, 1950. (Collection Al Rawai')
- ブトルス・ブスターニーの著作や講演は、出版されたものも写本形態のものもAmerican University of Beiruで'Yafeth' Libraryにおいて保管されており、読者や研究者が利用可能。

## 初期の教育の著作
ヴァン・ディック版の聖書-アラビア語訳の清書ムヒット・アル・ムヒット-アラビア語辞典ダイラット・アル・マアリフーアラビア語百科事典アル・ジナン-定期刊行の評論ナフィール・スーリーヤ-雑誌

## 組織
アル・ブスターニーはナスィーフ・アル・ヤズィジとミハイル・ミシャカの中にあって、三つの組織設立に決定的な役割を演じた。
- シリア協会（1847-52）
- シリア科学協会（1868）
- 秘密組織（1868）